# De Nardi-Pasta Montegrappa
L'equip De Nardi-Pasta Montegrappa (codi UCI: NAR) va ser un equip ciclista eslovac. Creat el 1999, va competir fins al 2002, quan finalment es va fusionar amb el Team Colpack-Astro italià, i es va crear el nou equip De Nardi-Colpack-Astro.

## Principals victòries
- Volta a Iugoslàvia: Milan Dvorščík (1999)
- Volta a Suècia: Michael Andersson (2000)
- Scandinavian Open Road Race: Magnus Ljungblad (2000)
- Gran Premi Raiffeisen: Jan Bratkowski (2001)
- Poreč Trophy IV: Jan Bratkowski (2001), Andrus Aug (2002)
- Gran Premi del cantó d'Argòvia: Giuseppe Palumbo (2002)
- Gran Premi Nobili Rubinetterie IV: Andrus Aug (2002)

### Grans Voltes
- Tour de França
  - 0 participacions

- Giro d'Itàlia
  - 0 participacions

- Volta a Espanya
  - 0 participacions

## Classificacions UCI
Fins al 1998 els equips ciclistes es trobaven classificats dins l'UCI en una única categoria. El 1999 la classificació UCI per equips es dividí entre GSI, GSII i GSIII. D'acord amb aquesta classificació els Grups Esportius I són la primera categoria dels equips ciclistes professionals. La taula presenta les classificacions de l'equip al circuit, així com el millor ciclista individual.
| Temporada | Classificació per equips | Millor ciclista en la classificació individual |
| --------- | ------------------------ | ---------------------------------------------- |
| 1999      | 1r (GSIII)               | Oleksandr Fèdenko (349è)                       |
| 2000      | 9è (GSIII)               | Kim Kirchen (682è)                             |
| 2001      | 37è (GSII)               | Ján Valach (499è)                              |
| 2002      | 9è (GSII)                | Giuseppe Palumbo (198è)                        |